# Buljan
Buljani je hrvatska obitelj.

## Obiteljska povijest
Na području Cetinskog kraja Bitelića, gdje je Buljanima glavno sjedište u Republici Hrvatskoj, tu su već odavno. Iako je bilo mnoštvo pojedinačnih ili migracija u manjim grupama, Buljani su prema mišljenju, došli u nekoj migraciji koja se događala u tim krajevima, u suradnji i dogovoru s Mlečanima radi obrane granice prema Otomanskom carstvu. Jednu takvu seobu predvodili su ramski franjevci.
Na području Satrića, Dabra i Bitelića, pripadali su većoj skupini žiteljstva kojoj je na čelu bio harambaša Vučen, a zatim Grgur Buljan. Dobili su zemlje i pašnjake, obrađivali ih i na njima držala stada. Kada je harambaša Buljan sa svojom skupinom stigao, ne može se točno utvrditi kada, ali se u spisima mletačkog providura Moceniga javlja 1697. godine, kada ga moli da mu dade kuću u Dabru (selo nedaleko od Bitelića) i zemlje uz granicu, jer su se ljudi kojima je bio na čelu tu nastanili.
U pokušaju da srede stanje na tom području, u Splitu 1698., kod samoga providura, sastaju se vođe skupina novopridošlog stanovništva i dogovaraju razdiobu zemalja. Kako nije dobio mnogo zemlje s desne strane Cetine, Buljan traži da se nastani u Biteliću, gdje su njegovi potomci ostali do danas, unatoč kasnijem privremenom napuštanju tog područja.
Naime, iduće godine (1699.) sklopljen je Mir u Srijemskim Karlovcima i počeo je postupak razgraničenja između dojučerašnjih zaraćenih strana, tako što će kao granica biti određena rijeka Cetina, što znači da Dabar i Bitelić (koji su s lijeve strane Cetine) ostaju na turskoj strani. Zbog toga će Buljan i veći dio njegove skupine ljudi napustiti to područje i otići prema Muću (Postinje), gdje će vršiti službu serdara. Mali rat, nakon kojeg će se granica pomaknuti dalje prema istoku, na vrhove Dinare i Kamešnice, što će omogućiti povratak u Bitelić. 
Po povratku u Bitelić zemlje su ostale na obje strane što je povezivalo obitelj u jaku obiteljsku zajednicu s harambašom na čelu.
Doista, kada se stanje stabiliziralo i kada je izvršen premjer i raspodjela zemlje, te napravljen i zemljišnik 1709., na području Postinja, Zelova,Satrića, Bitelića i Vrdova nalazi se banderija Buljan. 
Harambaša Grgur Buljan s 29 čeljadi popisan je kao posjednik zemlje u banderije Pavla Bilandžića u Krušvaru kod Dicma.  
Alberghettijev zemljišnik (1725. – 1729.) u kojem su upisane zemlje dodijeljene žiteljima u sklopu banderija spominje se banderija Buljan, na čelu koje je harambaša Martina Buljana, a obuhvaćala je Postinje, Muć, Zelovo, Satrić i dijelom Bitelić i Vrdovo.
Kao obitelj bili su raštrkani na više mjesta, pa je zajednica slabila i u Sinju te je 1788. godine izvršena dioba između Ivana Buljana Krstinog iz Sinja i Ivana Buljana s braćom Matom i Jakovom pok. Jakova i Šimunom pok. Šimuna koji su živili u zajednici Buljana na Biteliću. Ovom diobom sinjski Krstini Buljani su se odvojili od seoskih bitelskih Buljana i od harambaške obitelji vezane za vojaštvo. Sinjski Buljani bave se trgovinom i postaju ugledna obitelj.
I pored diobe dugo ostaju rodbinski vezani, čine jedni drugima znatne usluge u Sinju, te u pribavljanju poljoprivrednih i stočarskih proizvoda za trgovinu.
Danas, kao nekad davno, najviše Buljana žive u selu Bitelić, općina Hrvace. 

## Poznate osobe
- harambaša Vučen Buljan sin Frane, dovodi i organizira narod uz granicu s Otmanskim carstvom.
- harambaša Grgur Buljan sin Vučena, uspostavlja i organizira obranu granice prema Otmanskom carstvu.
- harambaša Martin Buljan sin Grgura, vodi banderiju koja obuhvaća Postinje, Zelovo, Satrić dio Bitelića i Vrdova.
- harambaša Josip Buljan zvani Ćaća    sin Martina, zadnji harambaša u rodu Buljan, poslije njega se prelazi na seoske glavare.
- Ilija Buljan poznati trgovac i zakupac u Sinju.
- fra. Bonventura Buljan stariji - Bono 1724. god. obnašao službu lektora filozofije u sinjskom samostanu, 1757. god.gvardijan Sinjski
- fra. Bonventura Buljan - mlađi obnašao je službu gvardijana u Sinju 1794 - 1795. godine za njegovog gvardijanstva dovršena gradnja Gospina oltara.
- Vicko Buljan prvi dokumentirani i zapisani alkarski vojvoda 1834.godine, za vrijeme njegovog načelništva u Sinju dao sagraditi most preko rijeke Cetine u mjestu Han 1849. godine
- Antonio Buljan za vrijeme njegovog načelništva u Sinju dao sagraditi most preko rijeke Cetine u mjestu Trilj 1851.godine, doveo vodu od Šimčevih kuća na trg 1852.godine, 1853. godine dao popločati trg s obje strane.
- Marko Buljan od carskog namjesnika ishodio gradnju mosta preko rijeke Cetine u mjestu Panj 1905. godine
- Frano Buljan alkarski vojvoda 1838 - 1839. godine
- Marko Buljan alkarski vojvoda 1936 - 1940. godine
- Vice Buljan partizan iz poznate Sinjske obitelji, narodni heroj - alkarski vojvoda 1957 - 1963. godine
- Donko Buljan
- Helena Buljan hrvatska kazališna, televizijska i filmska glumica.
- Ivica Buljan hrvatski kazališni redatelj
- Ivan Buljan bivši nogometaš
- Zdenka Buljan bivša gradonačelnica Vukovara.